# Turraea
Genre
Classification APG III (2009)
Turraea est un genre de plantes à fleurs de la famille des Meliaceae. Ce sont des arbustes originaires d'Afrique.

## Distribution
Afrique, Madagascar, Mascareignes, Comores.

## Liste d'espèces
- Turraea laciniosa  - Bois balai
- Turraea pumila
- Turraea cadetii

Selon NCBI (20 mars 2012) :
- Turraea floribunda
- Turraea heterophylla
- Turraea nilotica
- Turraea obtusifolia
- Turraea sericea
- Turraea thouarsiana